# R.L. Stine: I racconti del brivido - La casa stregata
R.L. Stine: I racconti del brivido - La casa stregata, noto anche come I racconti del brivido: La casa stregata, è un film del 2016, diretto da Ron Oliver. Si tratta del sequel dei film R.L. Stine: I racconti del brivido - Fantasmagoriche avventure (2008) e R.L. Stine: I racconti del brivido - Un demone in corpo (2014) anche se nessuno degli attori dei precedenti film è tornato a recitare in questo. Il film è uscito direttamente in DVD e Digital HD il 6 settembre 2016.

## Trama
Max, insieme ai suoi amici, scopre l'esistenza di una casa stregata abitata da Nicky e Tara, due simpatici fantasmi che vi risiedono da molto tempo.